# Solange Cicurel
Solange Cicurel is een Belgisch filmregisseur en scenarioschrijver.

## Biografie
Solange Cicurel is een advocaat aan de Brusselse balie. Ze kwam bij het productiehuis Entre Chien et Loup terecht vanuit de wens om een korte film te maken, die ze schreef en regisseerde. In 2015 regisseerde ze samen met Fabrice Couchard haar debuutfilm Faut pas lui dire die in 2017 in première ging en waarvoor ze de Magritte du cinéma voor "Beste debuutfilm" ontving. In 2020 volgde Adorables en in 2024 TKT, speelfilms die ze schreef en regisseerde. Cicurel heeft geen opleiding genoten en had geen ervaring in de verschillende disciplines.

## Filmografie
- 2024: TKT
- 2020: Adorables
- 2017: Faut pas lui dire
- 2010: Einstein était un réfugié (korte film)

## Prijzen en nominaties
De belangrijkste:
| Jaar | Prijs              | Categorie        | Film              | Uitslag  |
| ---- | ------------------ | ---------------- | ----------------- | -------- |
| 2018 | Magritte du cinéma | Beste debuutfilm | Faut pas lui dire | Gewonnen |